# Michaelskloster (Kiew)

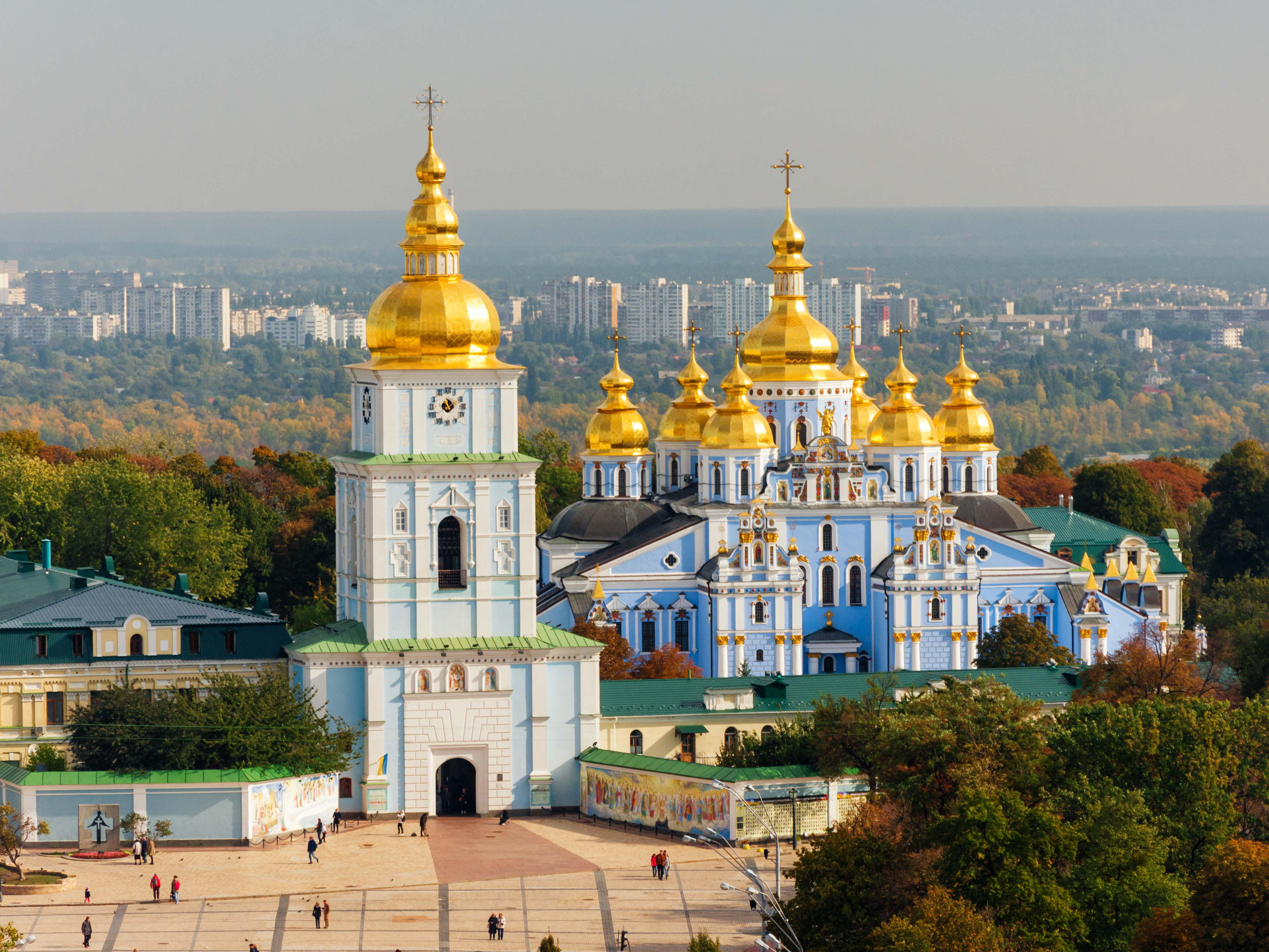
Michaelskloster

Das Michaelskloster (ukrainisch Михайлівський золотоверхий монастир/Mychajliwskyj solotowerchyj monastyr) ist ein orthodoxes Kloster am Michaelsplatz in der ukrainischen Hauptstadt Kiew. Es ist Sitz der Orthodoxen Kirche der Ukraine. Im Zentrum der Anlage befindet sich die mit goldenen Kuppeln versehene Michaelskathedrale (Михайлівський Золотоверхий собор/Mychajliwskyj solotowerchyj sobor), die während der Stalin-Diktatur 1936 gesprengt und nach der Unabhängigkeit der Ukraine 1997 bis 1999 wiederaufgebaut wurde. Die eine Fläche von etwa 38.000 Quadratmeter umfassende Klosteranlage befindet sich im Kiewer Rajon Schewtschenko auf der westlichen Seite des Dneprs am Rand eines Kliffs.

## Geschichte

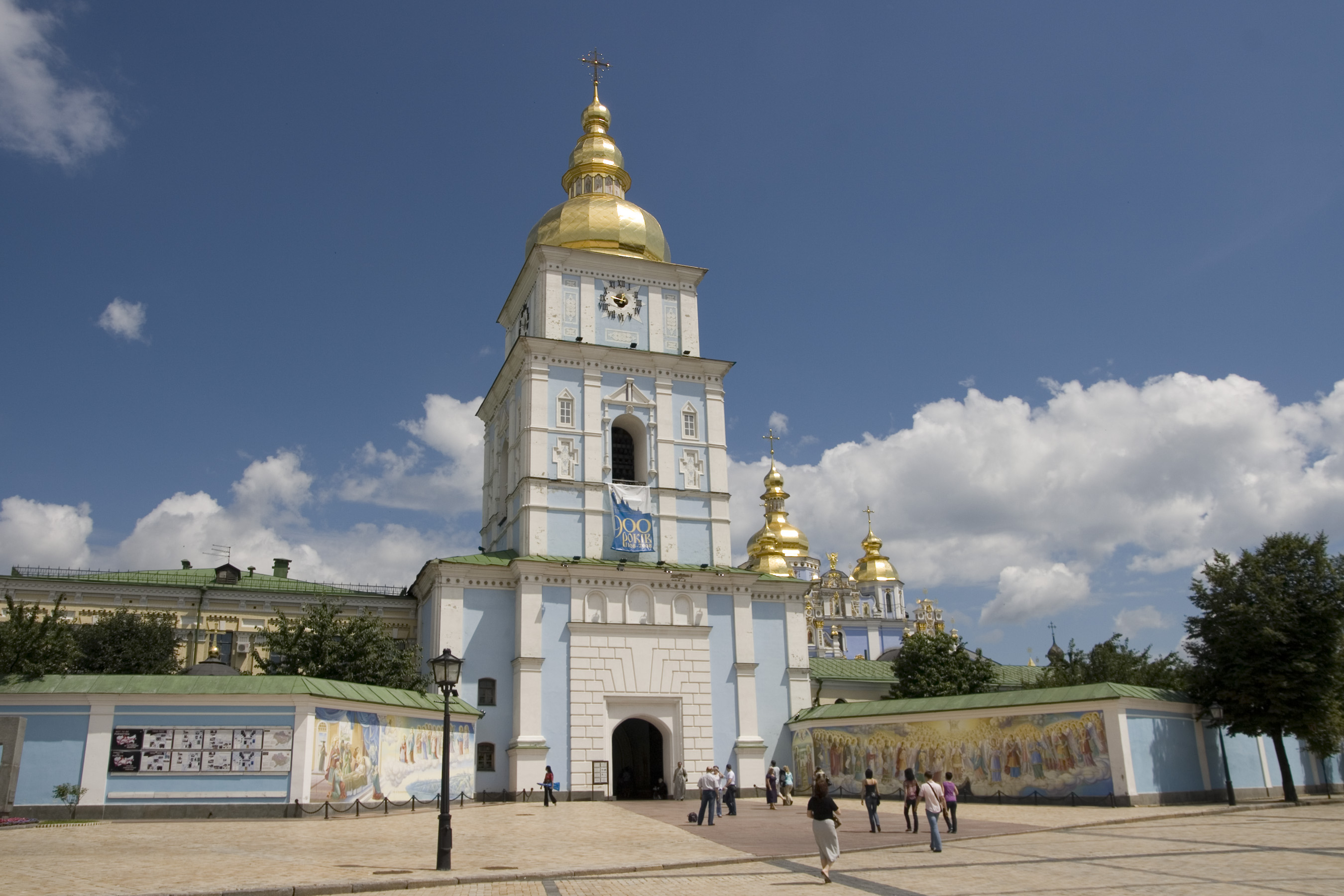
Glockenturm

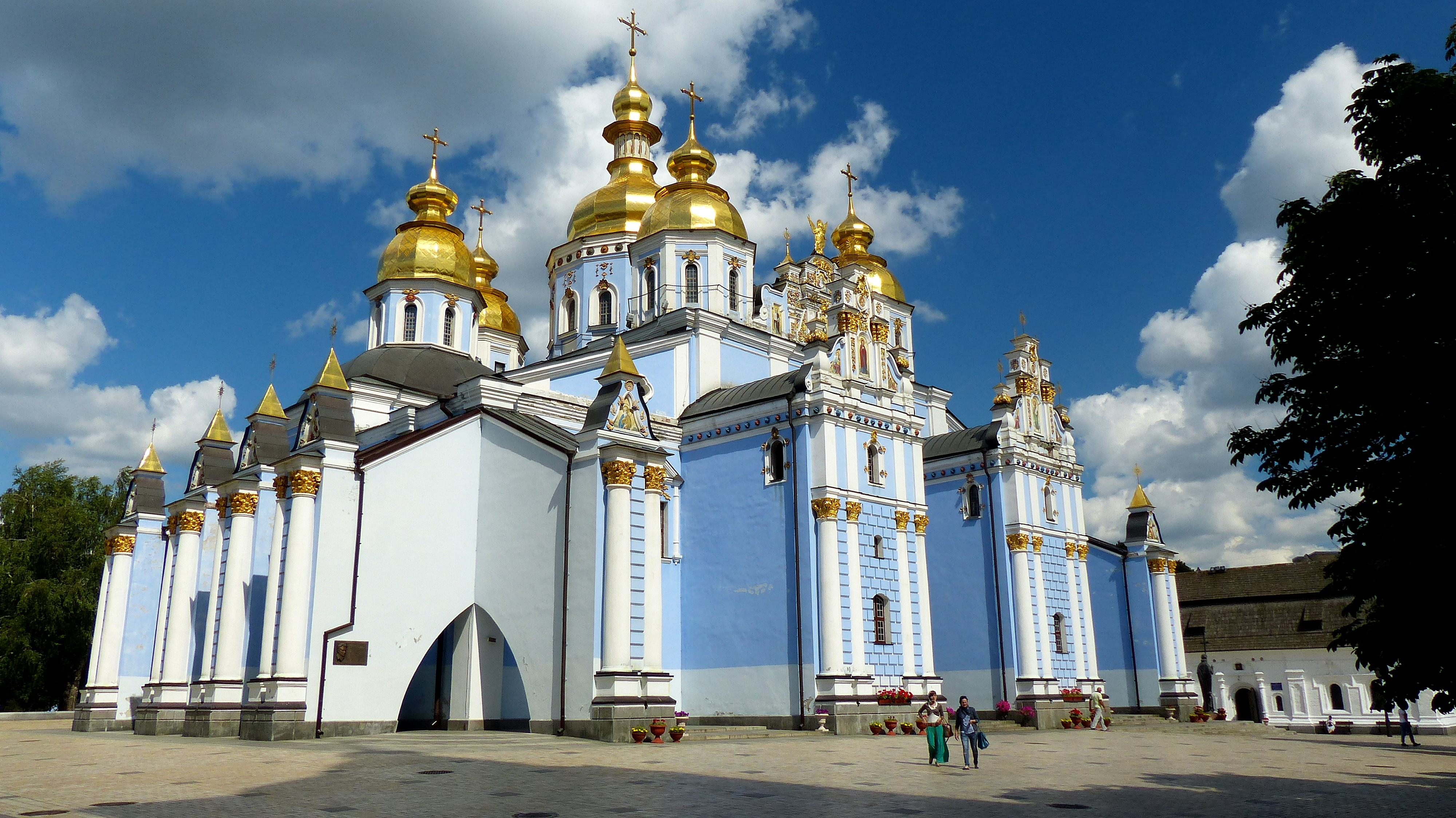
Michaelskathedrale

Die Gründung des Klosters wird allgemein dem ersten Metropoliten von Kiew, Michael, zugeschrieben.
An der Stelle bzw. in der Nähe des vom Kiewer Großfürsten Isjaslaw I. Jaroslawitsch – dessen Taufname Dmitri war – erbauten Dmitrijewski-Klosters ließ dessen Sohn Swjatopolk II. Isjaslawitsch – Taufname Michail – 1108 eine Kirche errichten. Über die Grundsteinlegung wird in der Nestorchronik berichtet:

«Заложена бысть церкы святаго Михаила, Золотоверхая, Святополком князем в 11 иулия месяца»

„Den Grundstein für die St.-Michaels-Kirche mit der goldenen Kuppel legte Fürst Swjatopolk am 11. Juli“

Abgeschlossen wurde der Bau vor 1113, da ebenfalls in der Nestorchronik über das Begräbnis Swjatopolks berichtet wird:

«… и положиша в церкви святаго Михаила, юже бе сам создал»

„… und man legte sie in die St.-Michaels-Kirche, die er selbst erbaut hatte“

Die Kirche war dem Schutzpatron Kiews, dem Erzengel Michael, geweiht und hatte deshalb eine besondere Bedeutung für die Stadt und ihre Bevölkerung. Zu Baubeginn und noch vor der Fertigstellung der Kirche wurden die Gebeine die Reliquien der Heiligen Großmärtyrerin Barbara von Nikomedien von Konstantinopel nach Kiew überführt. Es ist anzunehmen, dass mit dem Bau der neuen Kirche gleichzeitig auch das Michaelskloster begründet wurde. Die Kirche wird seit den Zeiten der alten Rus auch „Goldkuppelkirche“, das Kloster auch „Michaelskloster mit goldener Kuppel“ genannt, wahrscheinlich weil die Kirche die einzige mit einem vergoldeten Dach und deshalb besonders auffällig war.
Im 12. Jahrhundert diente das Kloster als Grablege der Kiewer Großfürsten aus der Familie der Isjaslawitschi. Swjatopolk erweiterte auch die damalige Stadt und ließ eine neue Stadtbefestigung erbauen, so dass das Kloster innerhalb der die Stadt umgebenden Wälle lag.
Die Klosteranlage besteht heute im Wesentlichen aus der dem Erzengel Michael geweihten und mit goldenen Kuppeln versehenen Kathedrale (Mychajliwskyj solotowerchyj sobor), dem Refektorium des Evangelisten Johannes (erbaut 1713), dem Wirtschaftstor (1760 erbaut) und dem Heiligen Tor mit dem Glockenturm, der 1716–1719 hinzugefügt wurde. Die Nebengebäude bestehen aus Mönchszellen und Pilgerherbergen. Das Äußere der Michaelskathedrale wurde im 18. Jahrhundert im ukrainischen Barockstil umgestaltet, während das Innere in seinem originalen byzantinischen Stil blieb. Im 12. Jahrhundert wurde die Michaelskirche Grablege der Kiewer Fürsten. Während der Eroberung Kiews im 15. Jahrhundert wurde die Kirche erstmals stark beschädigt, vor allem die goldenen Kuppeln waren zerstört. Sie wurde jedoch wieder aufgebaut. Im Laufe weiterer Jahrhunderte erlangte das Michaelskloster große wirtschaftliche Bedeutung, es zählte zu den reichsten kirchlichen Einrichtungen. Mit dem Übergang Kiews in das Russische Reich verlor das Kloster viele Güter und besaß im Wesentlichen nur noch regionale Bedeutung.
Zur Zeit des Sowjetregimes sollte an der Stelle des Michaelsklosters ein monumentaler Gebäudekomplex der kommunistischen Partei errichtet werden. Der historische Wert der Michaelskathedrale wurde als gering eingestuft, und sie wurde schließlich Mitte der 1930er-Jahre zerstört. Die Versuche von Kunsthistorikern, insbesondere Mykola Makarenko, die Kathedrale zu bewahren, wurden von der Regierung abgelehnt, die lediglich der Abnahme der alten Mosaiken und Fresken von den Wänden des Gebäudes zustimmte. Makarenko wurde vom NKWD wegen seiner Weigerung, das Protokoll zum Abriss zu unterzeichnen, verhaftet und 1938 hingerichtet. Im Sommer 1934 wurden die Reliquien in die Wladimirkathedrale verbracht, die Mosaiken des 12. Jahrhunderts durch Restauratoren abgenommen und in der Sophienkathedrale ausgestellt, Wandbilder gelangten in die Eremitage im damaligen Leningrad. Zahlreiche wertvolle Kunstwerke wurden ins Ausland verkauft oder vernichtet. Im Sommer 1936 erfolgte die Sprengung der Kathedrale und des Glockenturms. Statt des geplanten monumentalen Architekturensembles wurde in der Epoche des Stalinismus aber nur ein Teil errichtet, das heutige Außenministerium der Ukraine. Der Rest des Geländes wurde für Sportanlagen genutzt.
Nach dem Ende der Sowjetunion und der Unabhängigkeit der Ukraine wurde der Beschluss zum Wiederaufbau gefasst und durchgeführt. Die Ukrainisch-orthodoxe Kirche – Kiewer Patriarchat erhielt den Kloster- und Kirchenkomplex zurück. Die Kathedrale wurde ab 1997 mit Spenden und unter Benutzung einiger vorhandener Bruchstücke wieder aufgebaut und am 30. Mai 1999 offiziell wieder eröffnet. Der Innenausbau war erst im Mai 2000 abgeschlossen. Vor dem Eingangsportal der Torkirche befindet sich eine Gedenkstätte für die Millionen Opfer des Holodomor, der großen Hungersnot von 1932 bis 1933, die durch falsche Politik Stalins die Ukraine besonders hart traf.

## Architektur

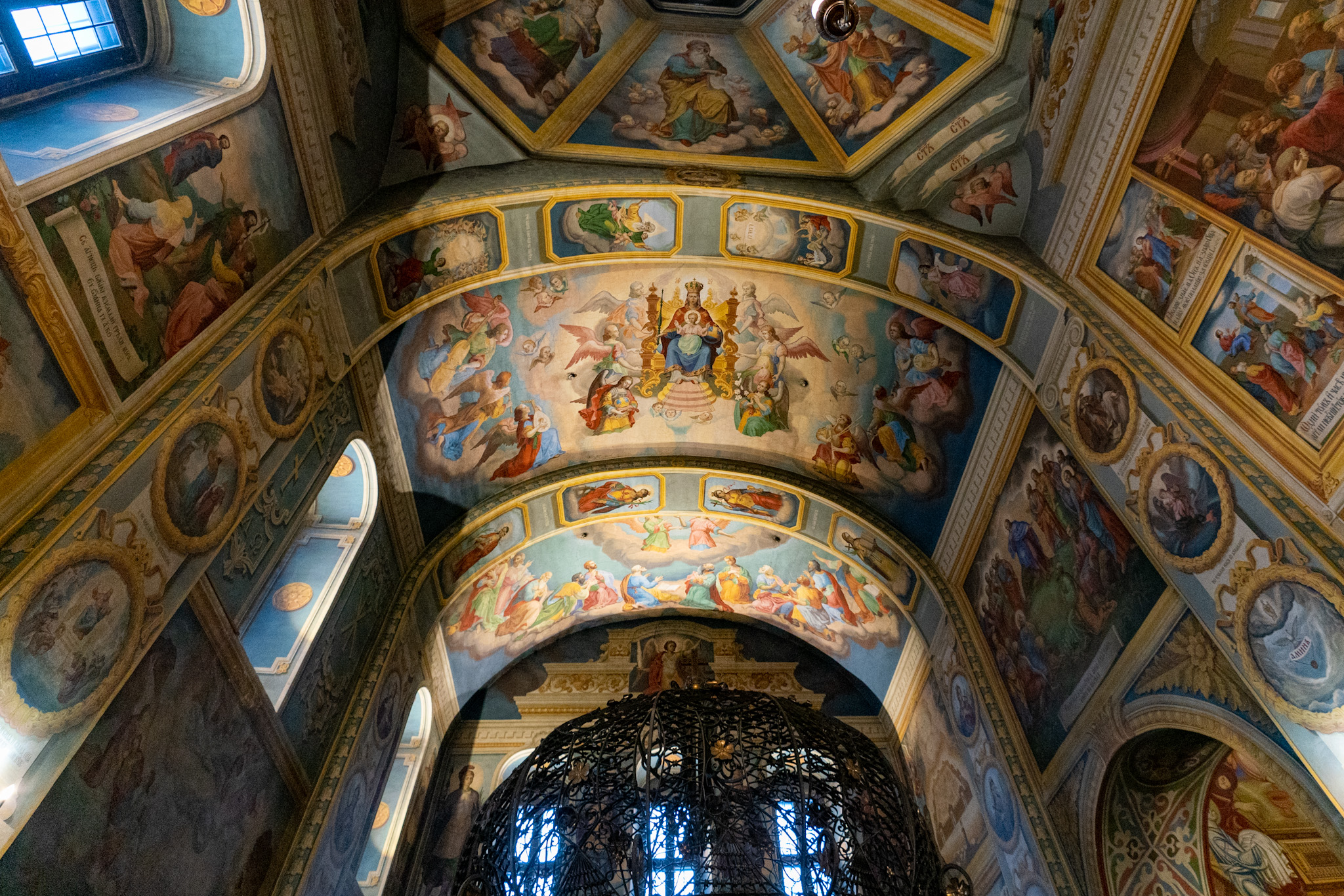
Innenraum

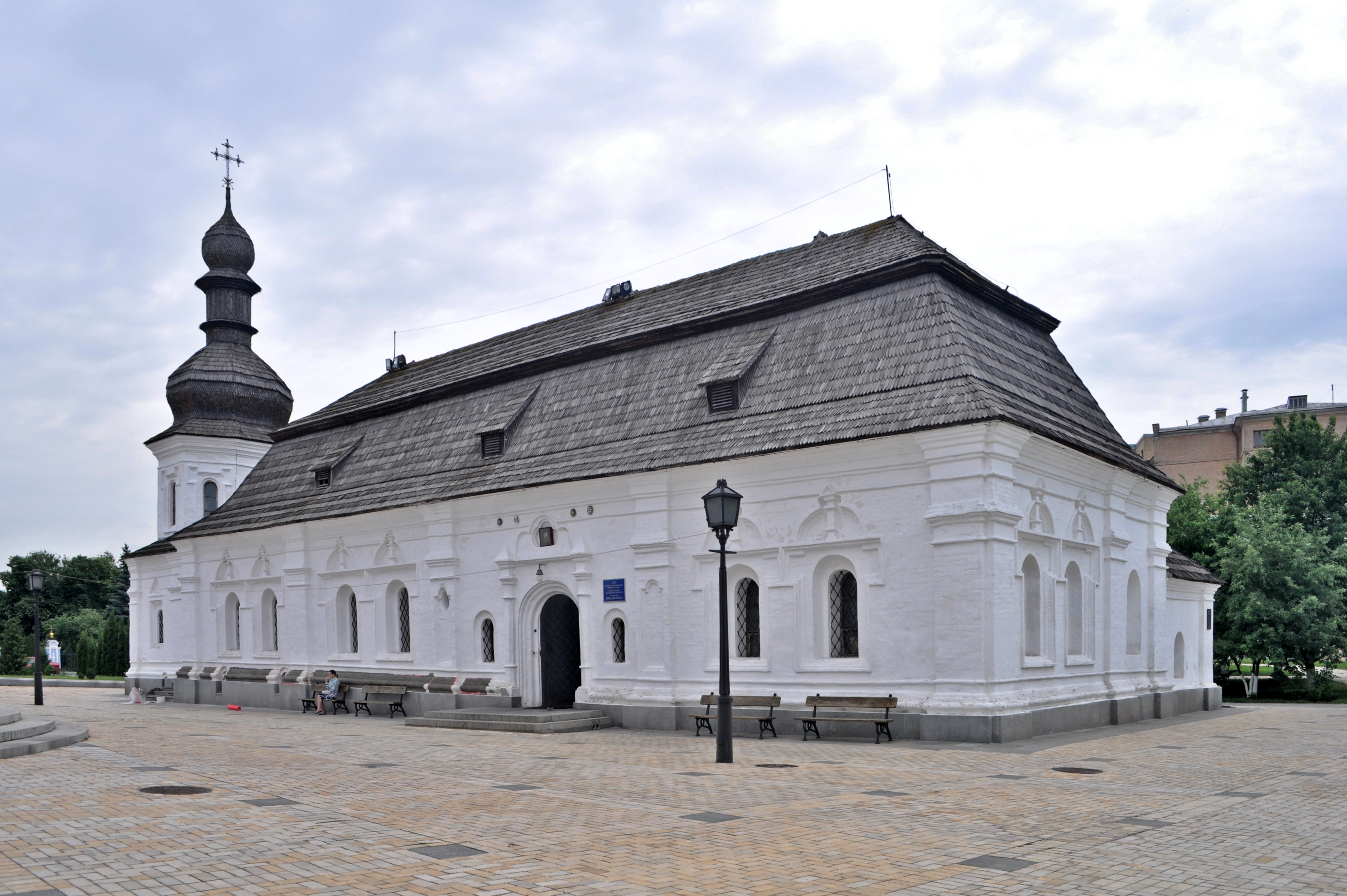
Johanneskirche

Die religiöse Architektur des Michaelsklosters enthält Elemente aus byzantinischen und barocken Baustilen. Die so erbaute Michaelskathedrale diente als Vorbild für die Mariä-Entschlafens-Kathedrale im Kiewer Höhlenkloster. Ihr Grundriss benutzt das griechische Kreuz, auf dem sechs Säulen und drei Apsiden den Überbau stützen. An die Kathedrale wurde eine kleine Kirche, wahrscheinlich als Taufkapelle, südlich angebaut. In der nördlichen Vorhalle gab es in der ersten Ausführung einen Turm mit einer Treppe zum Chor. Es wird vermutet, dass die Hauptkirche zunächst nur eine einzige Kuppel hatte. Die Inneneinrichtung mit Mosaiken, Wandbildern, einer Ikonostase und einem geschmückten Fußboden galt als wohl schönste im Reich der Kiewer Rus.
Im 18. Jahrhundert wurden fast alle in Kiew vorhandenen alten Kirchen renoviert. Auch die Fassade der Klosterkirche wurde 1746 im ukrainischen Barockstil umgebaut, die Innenausstattung wurde jedoch größtenteils beibehalten. Die sechs kleineren Kuppeln wurden außen hinzugefügt, wodurch der Druck auf die Mauern so stark wurde, dass er mit zusätzlichen Strebepfeilern abgefangen werden musste. Die nun vergrößerte Kathedrale erhielt neue Fenster und zusätzlichen Stuckschmuck. Während des achtzehnten und neunzehnten Jahrhunderts wurden fast alle der ursprünglichen byzantinischen Mosaiken und Fresken an den Innenwänden übermalt oder mit Gipsstukkaturen überdeckt, nur wenige sind im Original erhalten geblieben.
Das Refektorium des Klosters (Trapezna) ist ein rechteckiger Backsteinbau, der einen Speisesaal für die Mönche, Vorratskammern und Küchen enthält. Es wurde 1713 anstelle eines früheren hölzernen Gebäudes errichtet. Die Kirche Heiliger Johannes der Täufer steht östlich der Kathedrale. Die Fassade mit segmentierten Pilastern und Fenstern erinnert an traditionelle Moskauer Architektur. Der Innenraum wurde 1827 bis 1837 und noch einmal 1976–1981 überarbeitet. Der Glockenturm wurde 1716–1720 dreifach abgestuft gebaut und wird von einer vergoldeten Kuppel überragt.